# 광화문1번가
광화문1번가(영어: Gwanghwamoon 1st Street)는 문재인 정부의 출범 직후인 2017년 5월 25일부터 2017년 7월 12일까지 국정기획자문위원회 산하 조직인 국민인수위원회에서 운영했던 대한민국의 온·오프라인 정책 제안 플랫폼이다.
대한민국 최초의 정책 쇼핑몰이란 주제로 문재인이 제19대 대통령 선거 운동에서 선보였던 사이트인 '문재인1번가'가 모태가 되었다. 다른 점은 '정책 쇼핑'이 아닌 '정책 제안'과 '민원 제기'로 구성되었다는 점이다. 국민이 정권을 인수한다는 개념의 '국민인수위원회'는 국정기획자문위원회의 산하 조직으로 구성되었지만, 청와대의 사회혁신수석실이 직접 국민인수위원회를 통해 광화문1번가를 운영하였다. 광화문 광장이 선택된 이유는 박근혜 대통령 퇴진 운동 당시 촛불집회가 열렸던 직접민주주의의 상징 장소로 보았기 때문이다.
'국민인수위원회'가 2017년 5월 25일 광화문 세종로 한글공원에 '광화문1번가, 열린광장'을 개설하였다. 이 곳에는 새 정부에 바라는 국민의 생각을 듣는 '국민 마이크', 세대별·지역별·주제별 발표를 통해 국민의 정책을 듣는 '열린 포럼', 대통령과 함께 읽고 싶은 책을 추천하는 '국민이 만드는 대통령의 서재' 코너를 구성하였다. 또 '국민인수위원회 in 지자체'를 운영하여 17개 시·도 현장 접수처를 통해 전국 단위로 국민의 의견을 받았으며 '국민 마이크' 코너도 함께 운영하였다. 꾸준히 '찾아가는 국민인수위원회'를 열어 인수위원회 차원에서의 직접 소통을 진행했다. 이러한 현장에서의 면담과 서면 외에도 웹사이트, 콜센터, 우편·이메일, 휴대 전화 문자 등의 다양한 방법으로도 의견을 받았다.
이렇게 모인 의견들은 6월 17일 '국민경청보고서'라는 이름으로 구성되어 청와대에 전달되었다. 7월 14일 오후 4시에는 광화문1번가의 접수 운영을 공식 마감하였다. 접수 기간 동안 약 20만여 명의 국민이 총 118,705건을 제안하였으며, 가장 인기가 높았던 분야는 민생·복지·교육, 일자리, 부정부패 청산 등이었다. 청와대는 광화문1번가를 통해 접수된 국민 의견을 앞으로 50여일 동안 빅데이터 분석과 전문가 검토를 통해 정리·분석해서 관련기관과 함께 정책화하는 작업을 진행한다고 밝혔다.
한편 광화문1번가의 상설화 문제와 관련해 그 필요성이 제기되면서 청와대는 그 실현방안을 검토해 왔고, 취지 자체도 청와대 국민청원으로 대신 이어졌다. 광화문1번가가 1주년을 맞이한 2018년 5월에는 기존의 광화문1번가 플랫폼에서 정책토론 기능에 초점을 맞춘 플랫폼인 '열린소통포럼'으로 재개편하고, 정부서울청사 별관 1층에 토론공간을 개소하였다. 이곳에서 한달에 두 차례씩 일반 국민이 참여하는 열린 정책토론을 진행하며, 온라인으로도 생중계되어 댓글로 의견을 남길 수 있다.

## 같이 보기
- 문재인 정부
- 박근혜 대통령 퇴진 운동